# Шумерский язык

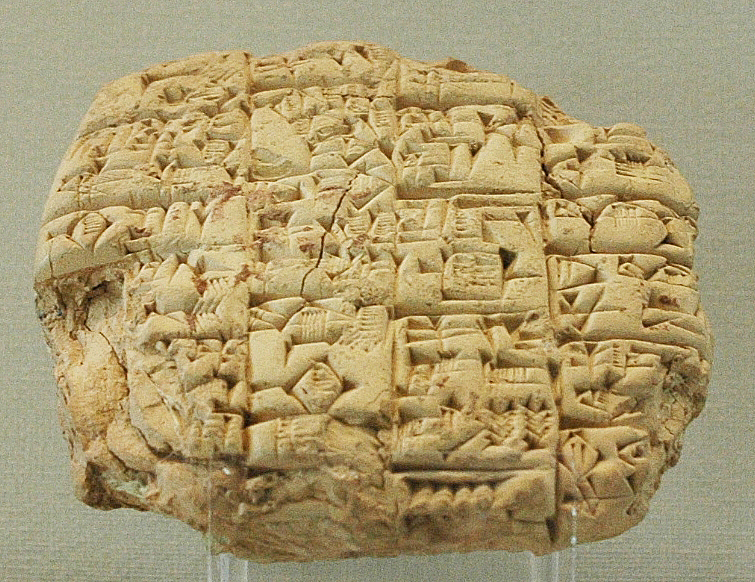
Письмо царю Лагаша (2400 год до н. э.)

Шуме́рский язы́к (самоназвание — 𒅴𒂠 eme-gi7(r) «родной язык») — язык древних шумеров, на котором говорили в Южном Междуречье в 4—3-м тысячелетиях до н. э. Около 2000 года до н. э. шумерский язык был вытеснен аккадским языком из разговорной речи, но продолжал использоваться в качестве языка религии, администрации и обучения вплоть до начала нашей эры.  Представлен, в первую очередь, религиозной, хозяйственной и юридической литературой. Был открыт и расшифрован в XIX веке. Генетические связи языка не установлены.
Записывался клинописью, которую изобрели сами шумеры.
Реконструкция фонетики затрудняется особенностями клинописной графики. Является агглютинативным и эргативным языком. Глагол имеет множество префиксов наклонения и ориентации в пространстве, но не имеет категории времени. Обычный порядок слов — SOV (подлежащее — дополнение — сказуемое).

## О названии
Русское название «шумерский» происходит от аккад. šumeru «Шумер», lišān Šumeri(m) «шумерский язык».
Самоназвание языка — eme-gi7(r), что, по одной версии, означает «благородный язык», а по другой — «родной язык». Сам термин «шумерский» ввёл в науку в 1869 году германо-французский исследователь Юлиус Опперт. 
В отличие от русского, во многих других европейских языках это название начинается не на š-, а на s- (нем. sumerische, фр. sumérien, англ. Sumerian), что связано с ориентацией на замену š на s в месопотамских названиях и именах собственных в Ветхом завете.

## Вопросы классификации
Хотя предпринимались попытки связать шумерский язык со многими языковыми семьями (мунда, уральской, алтайской, картвельской, полинезийской, сино-тибетской, чукотско-камчатской семьями и баскским языком, являющимся изолятом), вопрос о генеалогических связях этого языка с какой-либо языковой семьёй остаётся открытым. Вопрос классификации осложняет то, что прародина шумеров доподлинно не известна, и из-за этого неясно, где в первую очередь следует искать родственные шумерскому языки.

## Лингвогеография

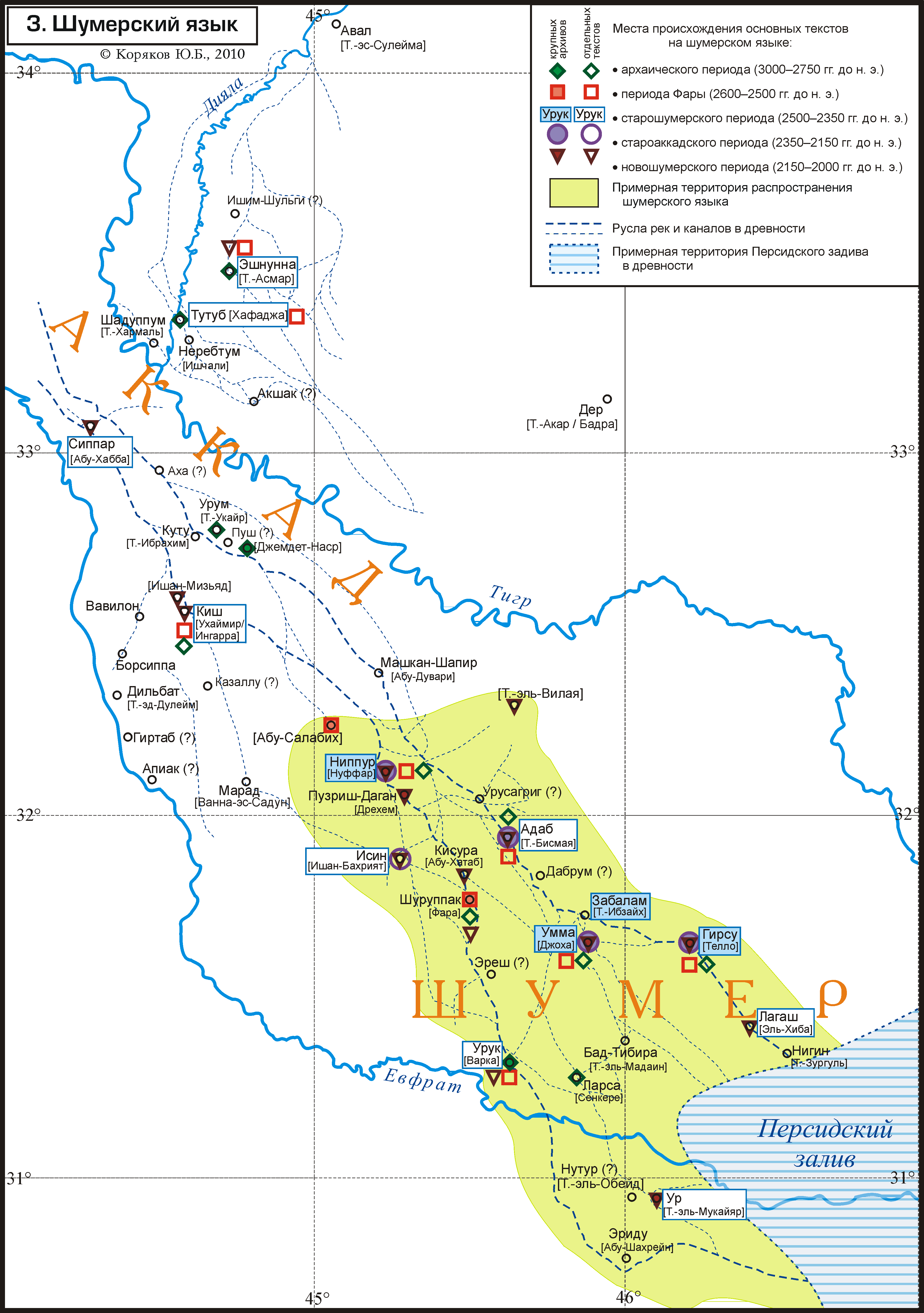
Распространение шумерского языка

### Диалекты
В памятниках получили отражение два диалекта шумерского языка: eme-gi7(r) (другие чтения: eme-gir15, eme-ku), на котором написана основная масса текстов, и диалект (или социолект) eme-sal «искажённый язык», известный преимущественно по поздним памятникам. На эмесале в текстах звучат речи богинь, смертных женщин и певчих gala. От эмегира эмесаль отличается довольно сильно в фонетическом отношении и незначительно — в морфологическом и лексическом. Существует предположение, что эмесаль был «женским языком».

### Социолингвистические сведения
Имеются упоминания о профессиональных жаргонах шумеров: например, о «языке моряков» (eme-ma-lah4-a) и «языке пастухов» (eme-utula), однако письменных памятников, подтверждающих их существование, не обнаружено.

## Письменность

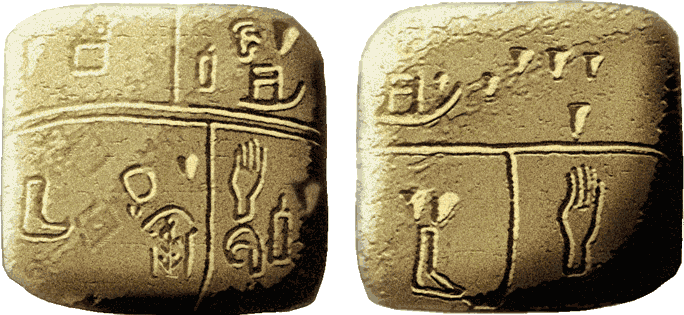
Табличка из Киша с пиктограммами
(3500 год до н. э.)

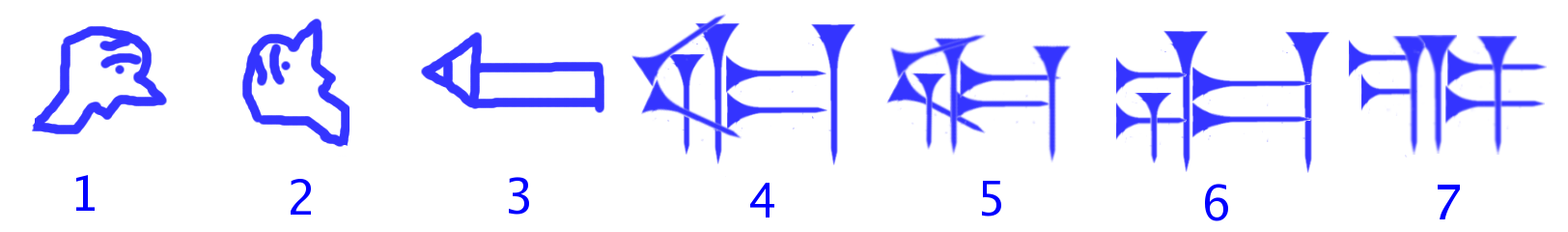
Развитие клинописи из пиктограмм (на примере знака SAG «голова»): 1) пиктограмма, ок. 3000 года до н. э.; 2) перевёрнутая пиктограмма, ок. 2800 года до н. э.; 3) идеограмма, высекавшаяся на камне или металле, ок. 2500—2350 годов до н. э.; 4) клинописный знак, выдавливавшийся на глине, ок. 2500—2350 годов до н. э.; 5) конец 3-го тысячелетия до н. э.; 6) 2-е тысячелетие до н. э.; 7) 1-е тысячелетие до н. э.

Письменность в Шумере сложилась в 4-м тысячелетии до н. э. — сначала в виде записей хозяйственного учёта (середина тысячелетия). К концу тысячелетия на табличках присутствовали не только хозяйственные тексты.
Шумеры пользовались клинописью, развившейся из пиктографии. Клинописные знаки делятся на несколько категорий:
- логограммы, выражавшие только значение корня;
- силлабограммы, обозначавшие только звучание слога;
- цифры;
- детерминативы, непроизносившиеся знаки, служившие для отнесения слова к какому-либо лексико-семантическому полю.

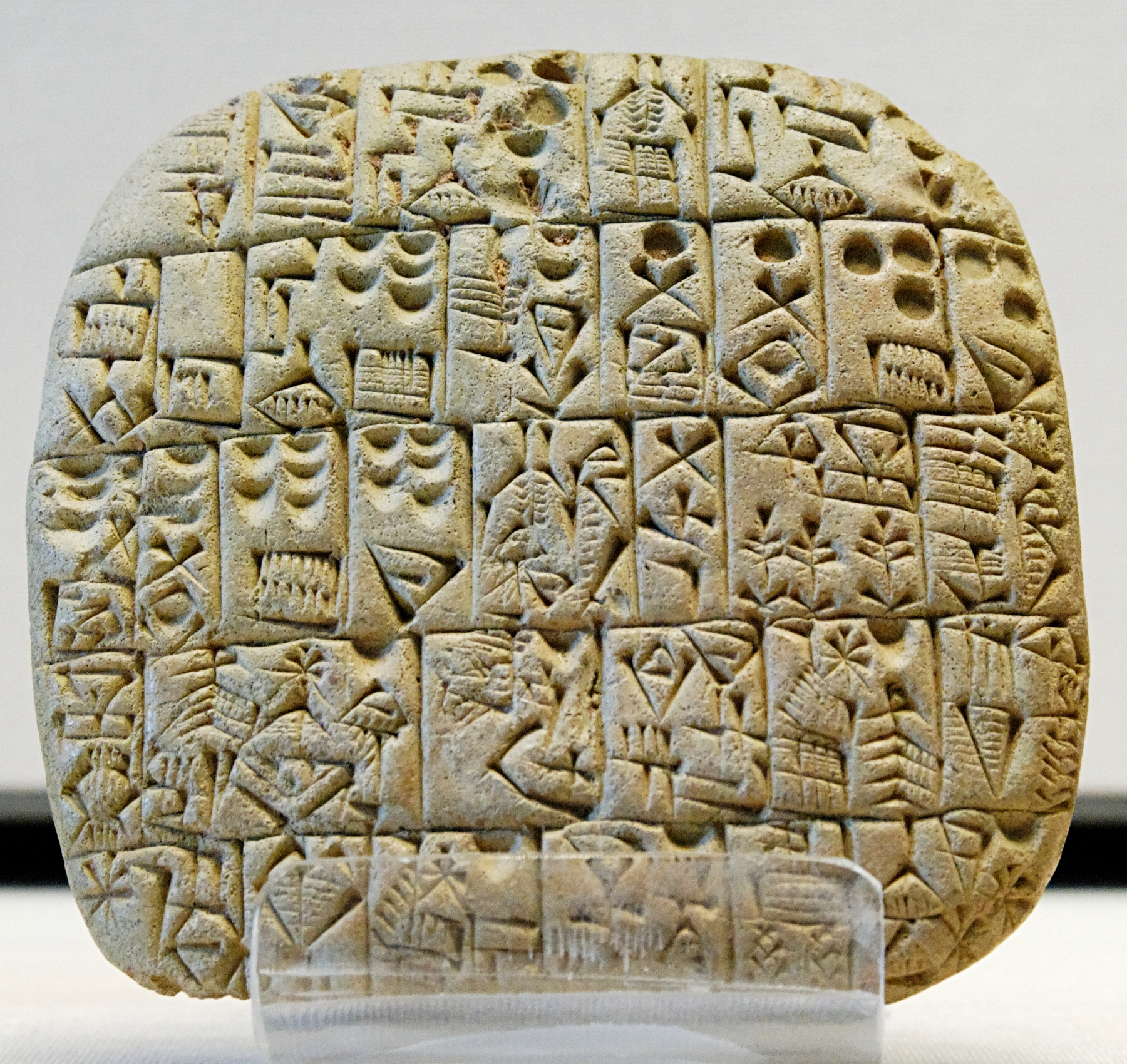
Пиктографическая табличка, содержащая договор о продаже дома и поля (около 2600 года до н. э.)

Существуют следующие правила транслитерации шумерских текстов латинским алфавитом:
- каждый знак транслитерируется строчными латинскими буквами, отделяясь от транслитерации другого знака в пределах того же слова дефисом;
- если правильный выбор того или иного чтения знака в данном контексте сделать нельзя, то знак транслитерируется прописными латинскими буквами в его наиболее обычном чтении;
- для различения клинописных омофонов используются диакритические знаки; порядок обозначения следующий: самый частотный знак транслитерируется без дополнительных обозначений (na «гиря»), второй по частотности знак маркируется акутом (ná «лежать»), третий — грависом (nà «называть»), к остальным добавляются цифровые индексы в соответствии с частотностью (na4 «камень»);
- детерминативы пишутся над строкой.

## История языка
Носители шумерского языка пришли на территорию Междуречья, вероятно, с юга Индии. Время миграции остаётся предметом дискуссий.
Вычленяют шесть основных периодов в истории шумерского языка по характеру письма, языка и орфографии письменных памятников:
1. Архаический (3000—2750 годы до н. э.) — стадия пиктографии, когда грамматические морфемы ещё графически не выражены. Тексты из археологического слоя Урук IVа. Порядок письменных знаков не всегда соответствует порядку чтения. Хозяйственные, юридические, школьные тексты.
2. Старошумерский (2750—2315 годы до н. э.) — первая стадия клинописного письма, когда ряд важнейших грамматических морфем уже передаётся на письме. Представлен текстами различной тематики, как историческими (Лагаш, Урук и др.), так и религиозно-литературными (Абу-Салабих, Фара и Эбла). Язык этого периода считается «классическим шумерским».
3. Переходный (2315—2000 годы до н. э.). Появляется большое количество аккадских и двуязычных надписей.
4. Новошумерский (2136—2000 годы до н. э.), когда почти все грамматические морфемы выражены графически. Представлен религиозно-литературными и деловыми текстами Гудеа, правителя II династии Лагаша (2136—2104 годы до н. э.). Многочисленные тексты делового и юридического характера дошли от III династии Ура (2100—1996 годы до н. э.), в том числе законы Шульги, переписка царей и чиновников. Дошло большое количество текстов, но есть все основания считать, что для их писцов шумерский был уже не родным, а изученным в школе языком.
5. Позднешумерский, или старовавилонский шумерский (2017—1749 годы до н. э.), когда все грамматические морфемы выражены графически. Представлен религиозно-литературными и магическими текстами преимущественно Ниппурской школы, шумеро-аккадскими словарями, лексическими, грамматическими и терминологическими справочниками, законами Липит-Иштара, царя Исина. Двуязычные царские надписи дошли от I династии Вавилона (1894—1749 годы до н. э.). В лексике и грамматике ощущается влияние аккадского языка.
6. Послешумерский (1749 год до н. э. — I век до н. э.). Представлен религиозно-литературными, литургическими и магическими текстами (копии позднешумерского периода), в том числе и на диалекте eme-sal, шумерскими фразами и глоссами в аккадских текстах.

## Лингвистическая характеристика

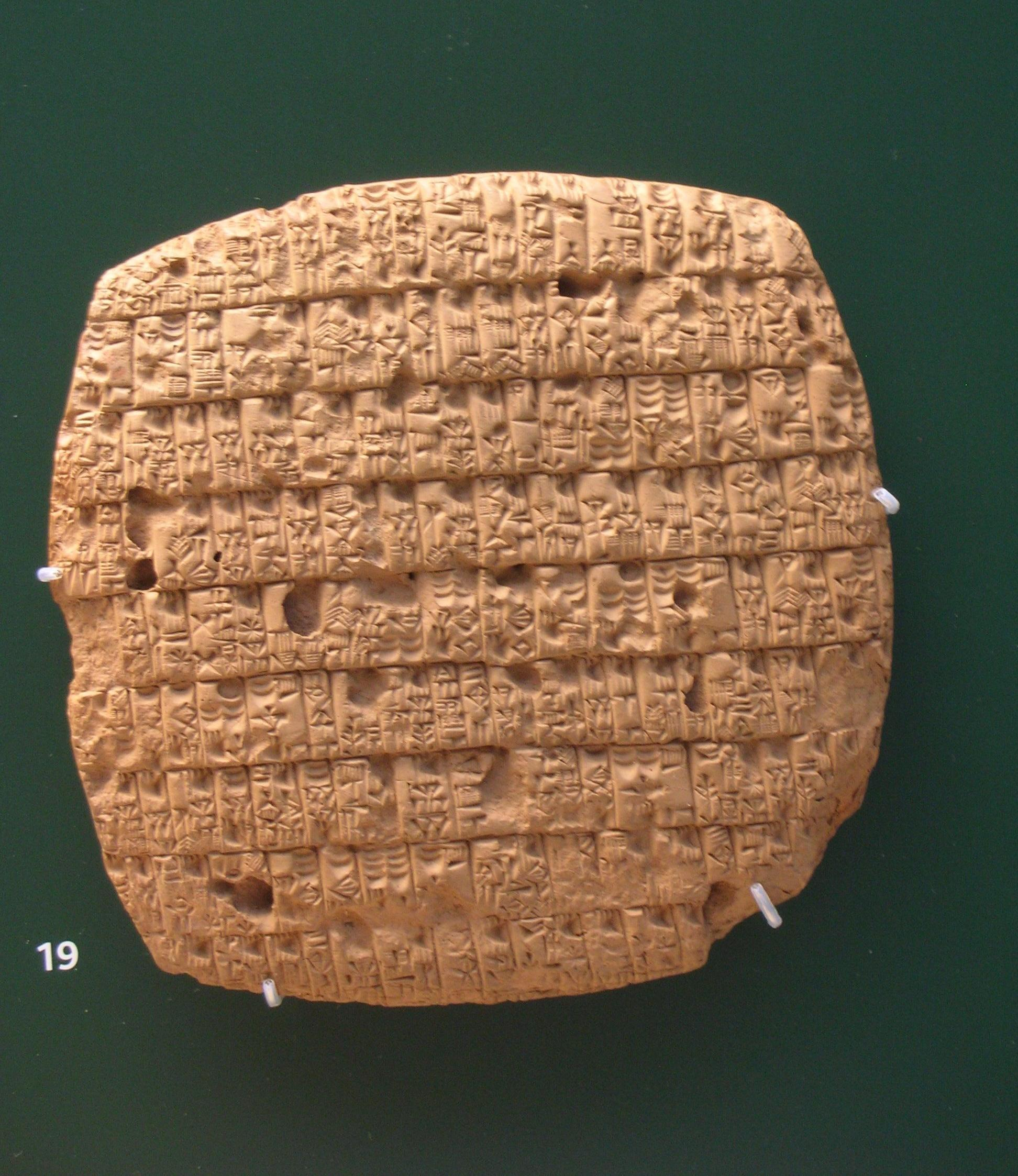
Табличка с размерами ячменных рационов (2350 год до н. э.)

Шумерский язык — агглютинативный. На синтаксическом уровне язык классифицируется как эргативный.

### Фонетика и фонология

#### Гласные
Поскольку произношение шумерских слов известно только в аккадской передаче, количество и качество гласных шумерского языка являются предметом дискуссий. Клинопись различает четыре гласных:
|                  | Передний ряд | Непередний ряд |
| ---------------- | ------------ | -------------- |
| Верхний подъём   | i            | u              |
| Неверхний подъём | e            | a              |

Существуют предположения о наличии в шумерском фонемы /o/, противопоставления по долготе или даже наличии восьми гласных фонем (/a/, /u/, /e/, /o/, /ü/, /ä/, /ə/ или /ɨ/).

#### Согласные

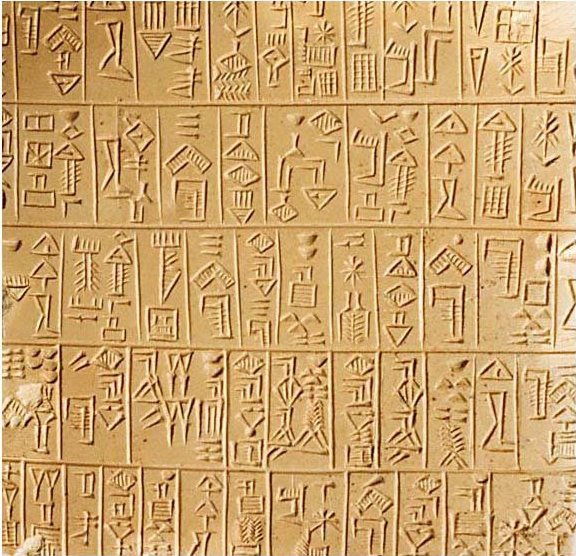
Табличка с шумерской клинописью (XXVI век до н. э.)

Согласные звуки шумерского языка согласно Б. Ягерсме (в квадратные скобки взято произношение):
| По способу образования | По способу образования | По месту образования | По месту образования | По месту образования | По месту образования | По месту образования | По месту образования |
| По способу образования | По способу образования | Губно-губные         | Губно-зубные         | Зубные               | Палатальные          | Велярные             | Гортанные            |
| ---------------------- | ---------------------- | -------------------- | -------------------- | -------------------- | -------------------- | -------------------- | -------------------- |
| Шумные                 | Смычные                | b [p] p [pʰ]         |                      | d [t] t [tʰ]         |                      | g [k] k [kʰ]         | - [ʔ]                |
| Шумные                 | Аффрикаты              |                      |                      | z [t͡s] ř [t͡sʰ]       |                      |                      |                      |
| Шумные                 | Фрикативные            |                      |                      | s [s]                | š [ʃ]                | ḫ [x]                | - [h]                |
| Сонорные               | Носовые                | m [m]                |                      | n [n]                | ĝ [ŋ]                |                      |                      |
| Сонорные               | Боковые                |                      |                      | l [l]                |                      |                      |                      |
| Сонорные               | Дрожащие               |                      |                      | r [r]                |                      |                      |                      |
| Сонорные               | Глайды                 |                      |                      |                      | - [j]                |                      |                      |

Хотя традиционно в транслитерации используются звонкие (b, d, g) и глухие (p, t, k) смычные, по всей видимости, противопоставления по звонкости — глухости в шумерском языке не было. Это подтверждается неиспользованием шумерских знаков для слогов с «глухими» согласными в староаккадских текстах и шумерскими заимствованиями в аккадском: bala > palûm «срок правления», engar > ikkarum «земледелец». По предположению И. Гельба, шумерские взрывные противопоставлялись по наличию или отсутствию придыхания.
Существует предположение, что шумерский r был не зубным, а увулярным.

#### Просодия
Большое количество кажущихся омонимов в шумерском заставило исследователей выдвинуть гипотезу о существовании в этом языке тонов. Это предположение, однако, не подкреплено никакими доказательствами и в современной науке не встречает поддержки.

#### Морфонология
На стыке морфем происходила контракция гласных: гласные e и i в конце словоформы уподоблялись гласному предыдущей морфемы (что обычно не получало отражения на письме до новошумерского периода), и затем два гласных стягивались в один долгий. Гласный a может уподобляться гласному предыдущей морфемы, вытеснять его или оставаться неизменным в зависимости от морфологических условий.
В древних южношумерских текстах имело место явление, получившее название «старошумерская гармония гласных»: гласный приставки i меняется на e, если следующий слог содержит a или e.

### Морфология
В шумерском языке выделяют следующие части речи: существительное, местоимение, числительное, глагол, наречие, частица, союз и междометие.

#### Существительное
Существительные делились на два класса: одушевлённый и неодушевлённый. Кроме того, существительные обладали категориями числа, падежа и притяжательности.
Класс имел значение в следующих случаях:
- при выборе притяжательного суффикса;
- при выборе личного показателя в глагольной форме;
- при выборе падежного показателя.

Падежей в шумерском языке было десять: абсолютный (абсолютив), эргативный (эргатив), местно-направительный (директив), дательный, местный (локатив), совместный (комитатив), исходный (аблатив), направительный (терминатив), родительный, сравнительный (экватив).
Склонение существительных на примере слов lugal «царь» и kur «гора»:
| Падеж      | Одушевлённый класс | Неодушевлённый класс |
| ---------- | ------------------ | -------------------- |
| Абсолютив  | lugal              | kur                  |
| Эргатив    | lugalle            |                      |
| Директив   | lugalle            | kurre                |
| Датив      | lugalra            |                      |
| Локатив    | lugalla            | kurra                |
| Комитатив  | lugalda            | kurda                |
| Аблатив    |                    | kurta                |
| Терминатив | lugalšè            | kuršè                |
| Генитив    | lugalla(k)         | kurla(k)             |
| Экватив    | lugalgin7          | kurgin7              |

Основа слова в единственном числе совпадала с корнем. Существовало несколько различных типов множественного числа:
|                      | коллективное | определённое                  | инклюзивное                         | инклюзивно-определённое                             | распределительное                                        | сортовое                     |
| -------------------- | ------------ | ----------------------------- | ----------------------------------- | --------------------------------------------------- | -------------------------------------------------------- | ---------------------------- |
| Одушевлённый класс   | lú «люди»    | lú-(e-)ne «определённые люди» | lú-lú «все люди в совокупности»     | lú-lú-(e-)ne «все определённые люди в совокупности» | lú-dili-dili, lú-didli «люди, каждый по отдельности»     |                              |
| Неодушевлённый класс | udu «бараны» |                               | udu-udu «все бараны в совокупности» |                                                     | udu-dili-dili, udu-didli «бараны, каждый по отдельности» | udu-há «бараны разного рода» |

Принадлежность кому-то выражалась следующими притяжательными суффиксами:
|                         | Ед. ч.  | Мн. ч.    |
| ----------------------- | ------- | --------- |
| 1-е лицо                | -ĝu10   | -me       |
| 2-е лицо                | -zu     | -zu-ne-ne |
| 3-е лицо одушевлённое   | -(a)-ni | -a-ne-ne  |
| 3-е лицо неодушевлённое | -bi     | -a-ne-ne  |

#### Числительные
Шумеры пользовались шестидесятеричной системой счисления, что оставило след в современном делении часа на шестьдесят минут. Поскольку числительные обычно записывались цифрами, восстановить их чтение довольно непросто, это стало возможно благодаря табличке из Эблы и некоторым позднешумерским текстам.
Количественные числительные:
|      | Чтение              | Этимология                    |
| ---- | ------------------- | ----------------------------- |
| 1    | diš, dili, deli, aš |                               |
| 2    | min                 |                               |
| 3    | eš5                 |                               |
| 4    | lim, limmu          |                               |
| 5    | i, iá, ía           |                               |
| 6    | àš                  | «пять [+] один»               |
| 7    | imin, umun5         | «пять [+] два»                |
| 8    | ussu                | «пять [+] три»                |
| 9    | ilim, ilimmu        | «пять [+] четыре»             |
| 10   | u                   |                               |
| 20   | niš                 |                               |
| 30   | ùšu                 | «двадцать [+] десять»         |
| 40   | nimin               | «двадцать [×] два»            |
| 50   | ninnu               | «двадцать [×] два [+] десять» |
| 60   | ĝíš(d)              |                               |
| 3600 | šár                 |                               |

Порядковые числительные образовывались от количественных при помощи показателя родительного падежа -ak и глагольной связки -am (min-ak-am > min-kam «второй») или же показателя -ak, глагольной связки и ещё раз показателя родительного падежа (min-ak-am-ak-a > min-kam-mak-a).

#### Местоимение
Местоимения делят на следующие разряды:
- личные;
- притяжательные;
- указательные;
- вопросительные.

Личные местоимения:
|                       | Ед. ч.             | Мн. ч.           |
| --------------------- | ------------------ | ---------------- |
| 1-е лицо              | ĝá-e, ĝe26, ĝe24-e | me-en-dè-en      |
| 2-е лицо              | za-e, za, zé       | me-en-zé-en      |
| 3-е лицо одушевлённое | e-ne, a-ne         | e-ne-ne, a-ne-ne |

Притяжательные местоимения образовывались от личных при помощи показателя родительного падежа, соединённого с глагольной связкой: ĝá(-a)-kam «это моё», za(-a)-kam «это твоё».
Известны два указательных местоимения (оба относятся к неодушевлённому классу): ur5 и ne-e(n).
Вопросительных местоимений было два: a-ba «кто» (одушевлённый класс) и a-na «что» (неодушевлённый класс).

#### Глагол
Глагол обладал категориями лица, числа, класса, вида, наклонения и ориентации.
Шумерский глагол имел два вида — совершенный и несовершенный (в шумерологии прижились обозначения, использовавшиеся в аккадских пособиях, — ḫamṭu «быстрый» и marû «медленный»). Немаркированным был совершенный вид. Основа совершенного вида образовывалась при помощи одного из трёх способов: суффикса -e-, редупликации, супплетивизма.
Выделяется 12 наклонений:
- изъявительное (без показателя)
- подтверждения (префикс he-);
- подтвердительное/подчёркивающее (префикс na-);
- наклонение с точно неизвестным значением (префикс ša-);
- пожелания, просьбы (префикс he-);
- побуждения, допущения, пожелания (префикс u-);
- отрицательное (префикс nu-);
- прогибитив (запретительное наклонение, показатель — префикс na-);
- категорического отрицательного утверждения или запрещения (префикс bara-);
- фрустратив (наклонение гипотетического желания, показатель — префикс nuš-), встречается только в позднешумерский период;
- наклонение с точно неизвестным значением (префикс iri-);
- императив (корень в чистом виде).

Следующие глагольные префиксы выражали ориентацию в пространстве:
- i- — нейтральное отношение к действию и косвенному объекту;
- mu- — направленность действия на говорящего;
- ba- — направленность действия на косвенный объект неодушевлённого класса + направленность действия от говорящего;
- bi- — направленность действия на косвенный объект неодушевлённого класса + направленность действия от говорящего;
- ima- — направленность действия на косвенный объект неодушевлённого класса + направленность действия к говорящему;
- imi- — направленность действия на косвенный объект неодушевлённого класса + направленность действия к говорящему;
- al- — значение неизвестно.

Приставки и суффиксы в глагольной форме могли располагаться только в строгом порядке:
| Позиция | Морфема                                            |
| ------- | -------------------------------------------------- |
| 1       | префиксы наклонений                                |
| 2       | префиксы ориентации                                |
| 3       | префикс дательного падежа                          |
| 4       | префикс совместного падежа                         |
| 5       | префикс направительного или исходного падежа       |
| 6       | префикс местного или местно-направительного падежа |
| 7       | префикс агенса или пациенса                        |
| 8       | корень                                             |
| 9       | суффикс несовершенного вида                        |
| 10      | суффикс -ed-                                       |
| 11      | суффикс субъекта, агенса или пациенса              |

Спряжение глагола совершенного вида «схватить»:
|                         | Ед. ч.              | Мн. ч.              |
| ----------------------- | ------------------- | ------------------- |
| 1-е лицо                | ba-dab5             | ba-dab5-bé-en-dè-en |
| 2-е лицо                | ba-dab5 (ba-e-dab5) | ba-dab5-zé-en-dè-en |
| 3-е лицо одушевлённое   | ba-an-dab5          | ba-dab5-bé-eš       |
| 3-е лицо неодушевлённое | ba-ab-dab5          | ba-dab5-bé-eš       |

Спряжение глагола несовершенного вида «хватать»:
|                         | Ед. ч.           | Мн. ч.                 |
| ----------------------- | ---------------- | ---------------------- |
| 1-е лицо                | ba-ab-dab5-bé-en | ba-ab-dab5-bé-en-dè-en |
| 2-е лицо                | ba-ab-dab5-bé-en | ba-ab-dab5-bé-en-zé-en |
| 3-е лицо одушевлённое   | ba-ab-dab5-bé    | ba-ab-dab5-bé-ne       |
| 3-е лицо неодушевлённое | ba-ab-dab5       | ba-ab-dab5-bé-ne       |

#### Наречие
Наречия образовывались при помощи -bi, -eš(e) или сочетания обоих показателей.

#### Союз
Собственных сочинительных союзов в шумерском языке не было, однако довольно рано из аккадского был заимствован союз ù «и».
Подчинительных союзов было несколько:
- tukumbi «если» — после этого союза обычно употреблялись глаголы ḫamṭu;
- ud-da «если, когда» — местный падеж от слова ud «день»;
- en-na «прежде чем»;
- iginzu «будто бы».

#### Частица
Частицы шумерского языка:
- eše — модальная частица;
- ĝišen / ĝešen — модальная частица;
- nanna «без»;
- -ri — частица, появляющаяся при именных глагольных формах.

#### Междометие
Известны следующие шумерские междометия:
- a «увы»
- a-la-la — трудовой клич;
- a-lu-lu «увы»;
- a-li-li — значение неизвестно;
- a-ù-a — выражение скорби;
- ga-na «давай»;
- hé-àm «да будет, да»;
- me-le-e-a / me-li-e-a «увы»;
- mí — выражение нежности;
- u6 «ах»;
- ua «увы».

### Синтаксис
Обычный порядок слов в шумерском — SOV (подлежащее — дополнение — сказуемое). Определения обычно ставились после определяемого слова, а количественные числительные — после исчисляемого объекта.

### Лексика
Точное количество известных шумерских слов назвать сложно. Пенсильванский словарь шумерского языка содержит около пяти с половиной тысяч слов.
Известны многочисленные заимствования из аккадского языка (в поздние периоды их количество увеличилось). Существует гипотеза о заимствованиях из субстратных «банановых языков». Поиск заимствований из других языков осложняет неопределённость генетических связей шумерского языка.

## История изучения

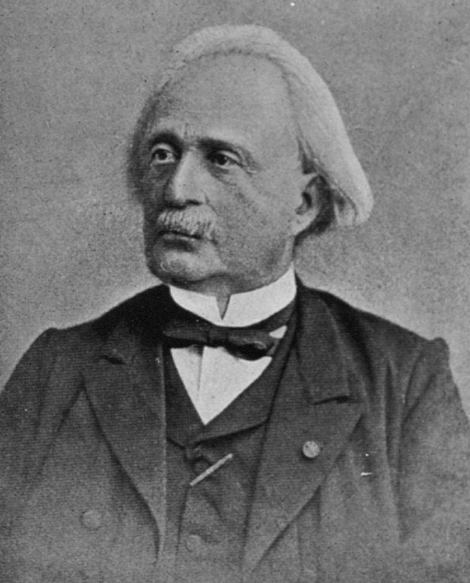
Юлиус Опперт — автор термина «шумерский язык»

О существовании шумерского языка учёные впервые стали подозревать в середине XIX века во время дешифровки аккадского языка: не все тексты и знаки поддавались расшифровке. Благодаря находкам двуязычных шумеро-аккадских словарей стала возможна и дешифровка шумерского. Сперва этот язык стали называть аккадским (аккадский в то время называли ассиро-вавилонским), но после того как выяснилось, что lišān Akkadî — самоназвание языка ассирийцев и вавилонян, названия были изменены на современные.
В середине XIX века Хинкс, Роулинсон и Опперт, независимо друг от друга, пришли к убеждению в несемитическом происхождении клинописи. Опперт первый назвал изобретателей её шумерами. При этом ряд ученых (Галеви и другие) доказывал семитическое происхождение клинописи, а затем видел в шумерских текстах не особый язык, а тот же вавилонский, но написанный аллографически или криптографически с жреческими целями.
Первая грамматика шумерского языка (автор ещё называл его аккадским) была написана в 1873 году Ф. Ленорманом. Первая по-настоящему научная грамматика была создана в 1923 году А. Пёбелем.
С того момента были опубликованы грамматики авторства А. Фалькенштейна (1949—1950), М.-Л. Томсена (1984), П. Аттингера (1993), Д. Эдцарда (2003), В. Рёмера (1999). На русском языке очерк грамматики шумерского языка был написан И. М. Дьяконовым, а в 1996 году была издана грамматика И. Т. Каневой.
До сих пор не существует полного словаря известной лексики шумерского языка.

## Пример текста
Надпись на кирпиче из храма Инанны:
| Транслитерация                                                                                     | Перевод                                                                                              |
| -------------------------------------------------------------------------------------------------- | --- |
| dInanna nin-a-ni Ur-dNammu nitaḫ-kalg-ga lugal-Urim5ki-ma lugal-Ki-en-gi-Ki-ur-ke4 é-a-ni mu-na-dù | Инанне, его госпоже Ур-Намму, могущественный человек, царь Ура, царь Шумера и Аккада храм её воздвиг |